# Vargstenen
Vargstenen är det femte studioalbumet med det svenska folk metal/viking metal-bandet Månegarm, släppt maj 2007 av skivbolaget Black Lodge Records.

## Låtlista
1. "Uppvaknande" (instrumental) – 1:49
2. "Ur själslig död" – 4:24
3. "En fallen fader" – 5:57
4. "Den gamle talar" – 2:08
5. "Genom världar nio" – 5:37
6. "Visioner på isen" – 8:53
7. "Vargbrodern talar" – 1:32
8. "I underjorden" – 4:12
9. "Nio dagar, nio nätter" – 4:44
10. "Vargstenen" – 5:34
11. "Vedergällningens tid" – 3:46
12. "Eld" – 2:36

- Text: Pierre Wilhelmsson
- Musik: Erik Grawsiö, Jonas Almquist

## Medverkande
Musiker (Månegarm-medlemmar)
- Erik Grawsiö – trummor, sång
- Jonas Almquist – gitarr
- Markus Andé – gitarr
- Pierre Wilhelmsson – basgitarr

Bidragande musiker
- Janne Liljequist – violin
- Ymer Mossige-Norheim – sång

Produktion
- Pelle Säther (Per-Olof Uno Michael Saether) – producent, ljudtekniker, ljudmix
- Månegarm – producent, ljudtekniker, ljudmix
- Henke (Henrik Jonsson) – mastering
- Mats Redestad – omslagsdesign
- Kris Verwimp – omslagskonst